# راز گرگ
راز گرگ (فنلاندی: Suden arvoitus) یک فیلم درام فنلاندی است که در سال ۲۰۰۶ منتشر شد. از بازیگران آن می‌توان به پتر فرانتسن، ارو میلونوف و کاری-پکا توی‌وُنن اشاره کرد.